# Paul De Meyer
Paul De Meyer (5 november 1922 – 3 augustus 2011) was een Belgisch architect, opgeleid aan de Koninklijke Academie voor Schone Kunsten van Antwerpen vanaf 1938. 

## Loopbaan
Hij startte als zelfstandig architect in 1944 te Lier en werkte vanaf 1946 samen met Léon Stynen. In 1956 ontstond er een samenwerkingsverband met Stynen, Walter Bresseleers (1927–1980) en Paul Meekels (1929). De Meyer had de dagelijkse leiding over Stynens architectenbureau van 1950 tot 1964 terwijl de laatste directeur was aan Ter Kameren. Het werk van Le Corbusier en de richtlijnen van CIAM waren hun bron van inspiratie.
Het architectenbureau ontwikkelde zich tot een van de belangrijkste in België en richtte zich op gebouwen van een grote schaal met nadruk op de rationele verhoudingen van de plattegronden, logisch geschikt rond een centrale ruimte en een zo perfect mogelijke uitvoering en afwerking.
De Meyer werkte mee aan projecten voor kantoorgebouwen en handelspanden in Antwerpen en Brussel. Het ontwerp van het architectenbureau was laureaat bij de wedstrijd voor de bouw van het Casino-Kursaal Oostende waarvan de bouw startte in 1948. Modernisme werd verenigd met klassieke invloeden om het geheel een mondaine uitstraling te verlenen. In die periode moesten ontwerpen vaak in traditionele zin worden aangepast, op vraag van de bouwheer. Halverwege de jaren vijftig waren De Meyer en zijn team opnieuw expliciet gericht op het werk van Le Corbusier. Getuige hiervan zijn het flatgebouw De Zonnewijzer in Antwerpen (1955–1961) en de parkwijk Casablanca te Kessel-Lo (vanaf 1956).
Latere projecten, zoals de Sint-Ritakerk in Harelbeke (1961), deSingel in Antwerpen (vanaf 1959), zijn voorbeelden van een verfijnd brutalisme, en een eerbetoon aan Le Corbusier.
Na 1977 is er een grote variatie in het oeuvre van De Meyer, met onder meer eengezinswoningen en kantoorgebouwen. Hij beëindigde zijn professionele carrière in 1997. Paul De Meyer overleed in 2011 op 89-jarige leeftijd.

## Galerij

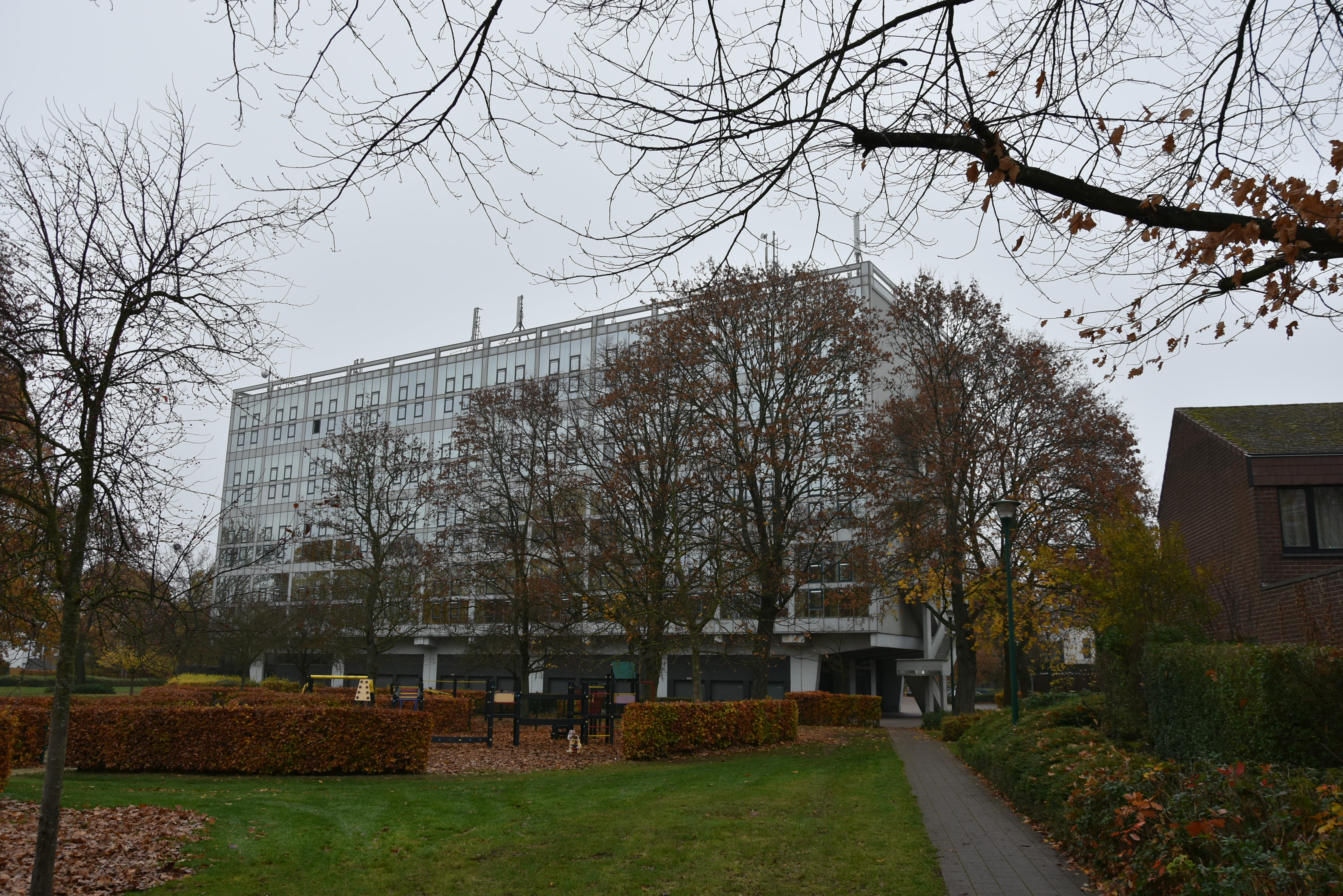
Koning-Albertgebouw van de Parkwijk Casablanca te Kessel-Lo
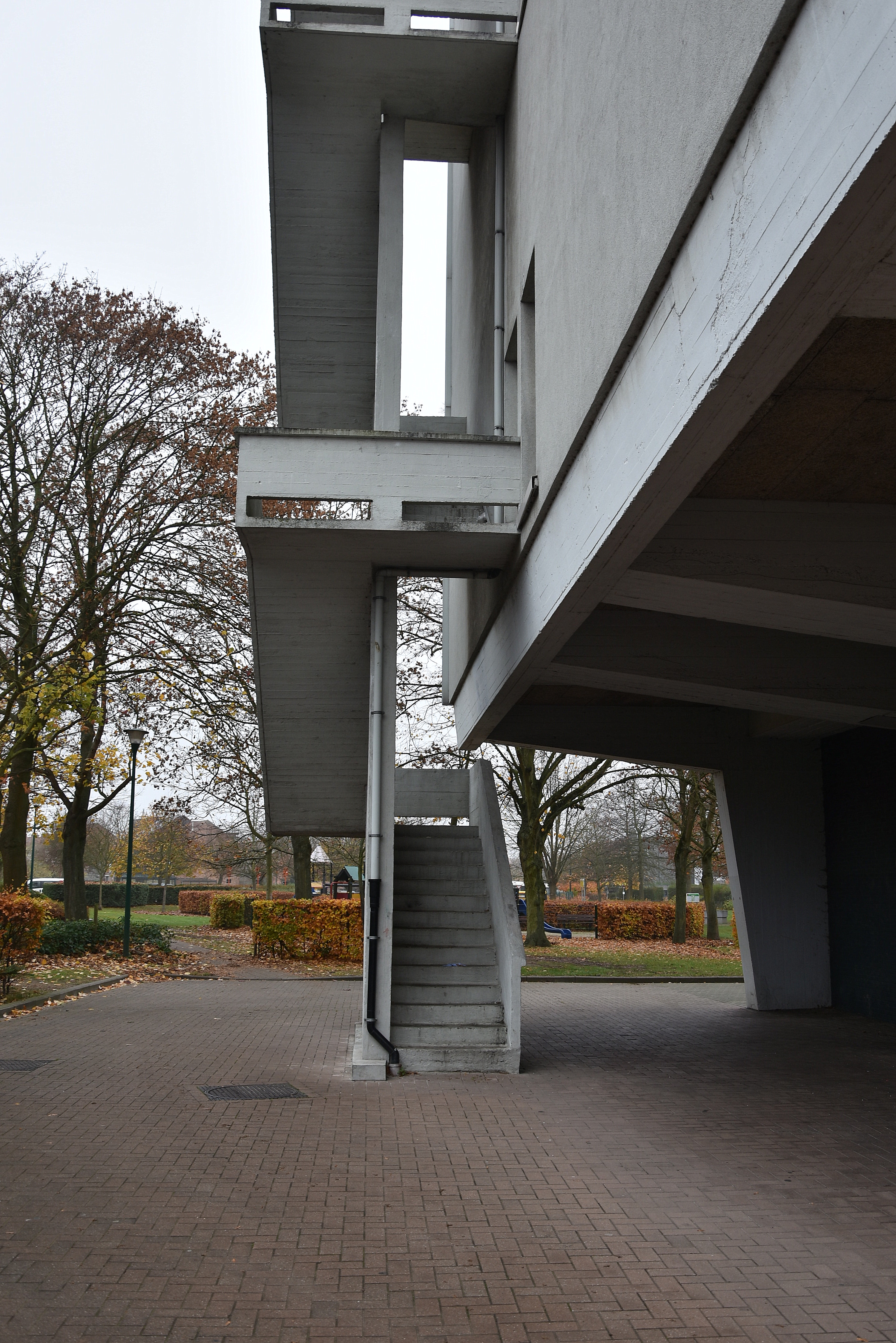
Koning-Albertgebouw van de Parkwijk Casablanca te Kessel-Lo
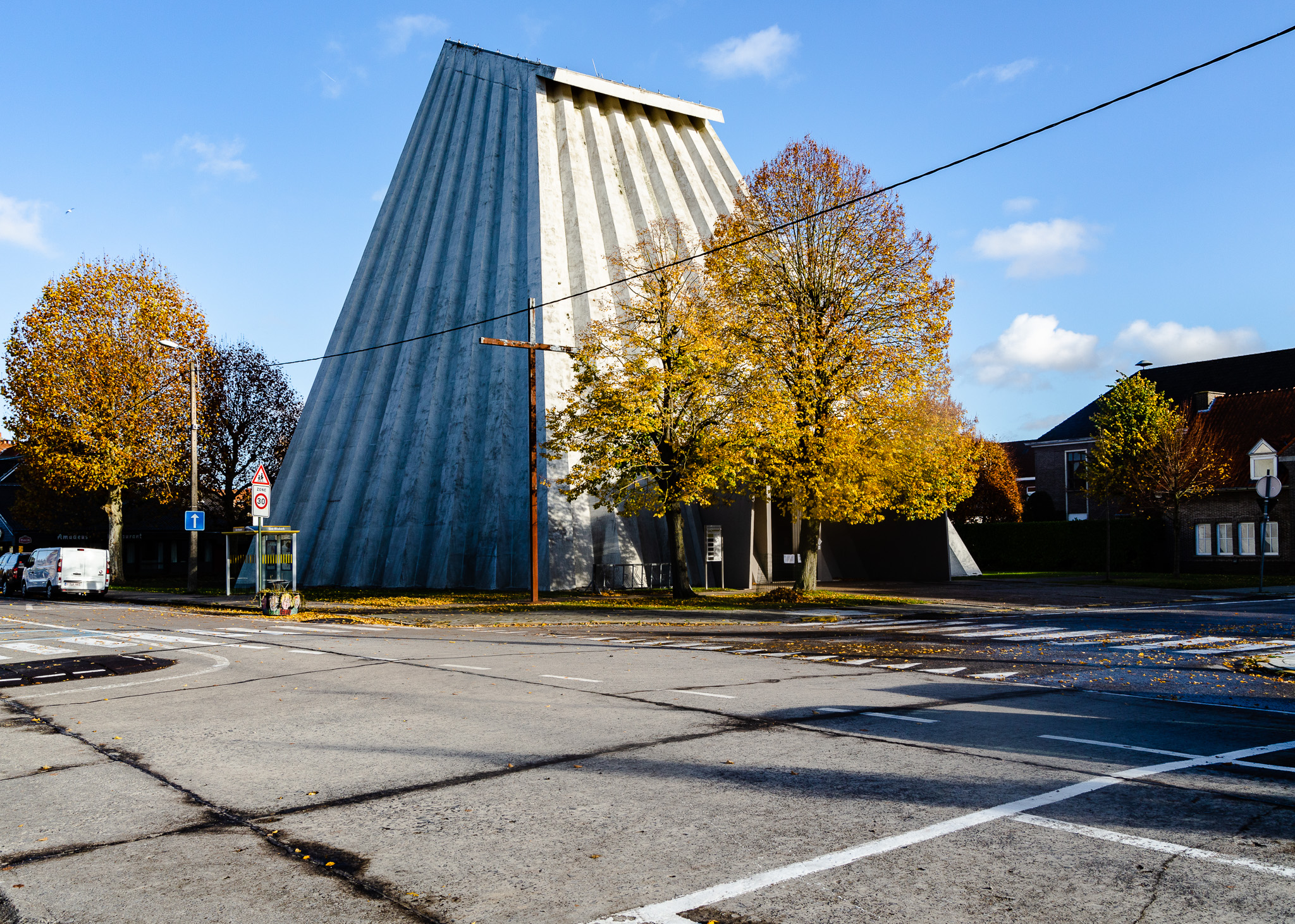
Sint-Ritakerk te Harelbeke
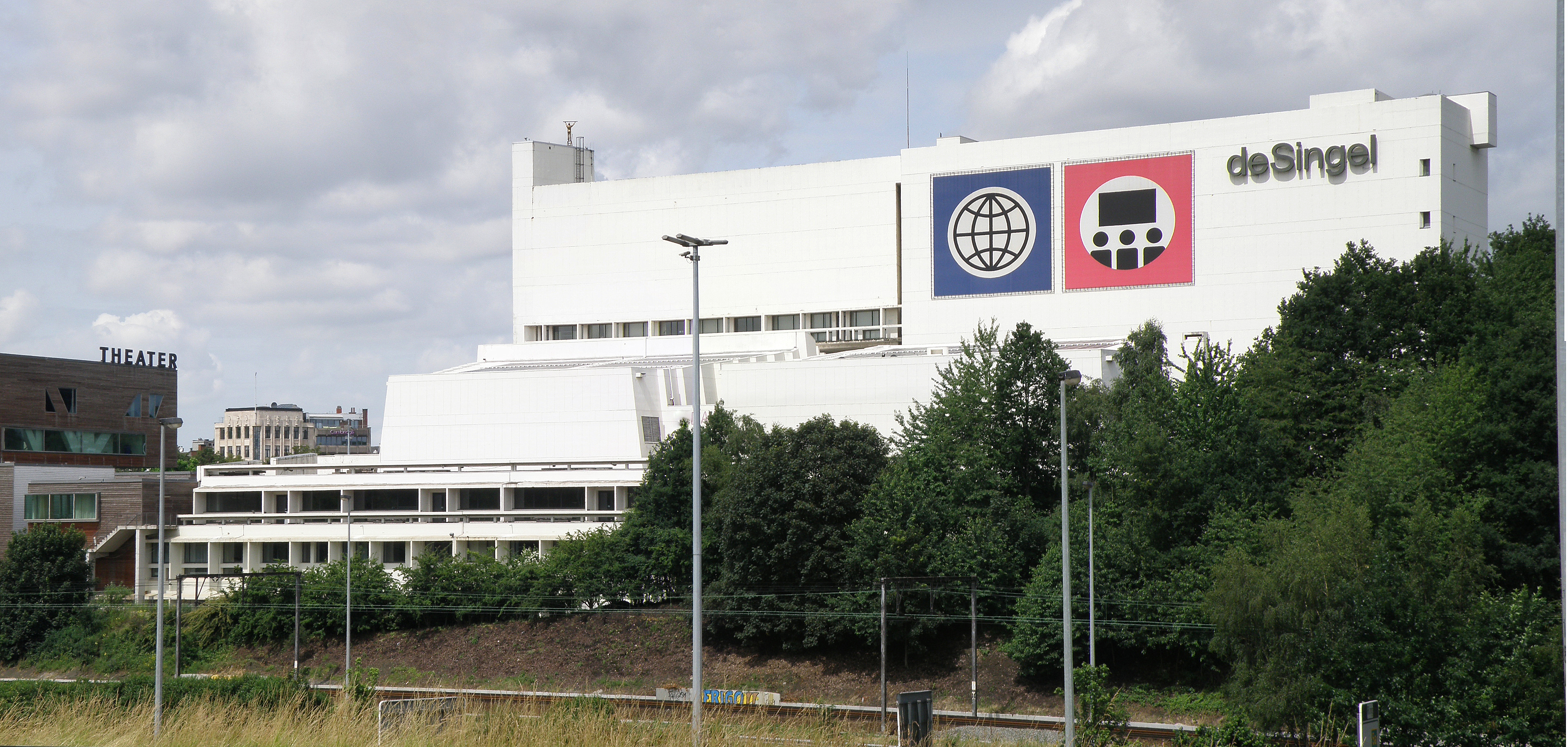
deSingel (wit gedeelte), in samenwerking met Léon Stynen